# Єльцов Руслан Олександрович/Temp

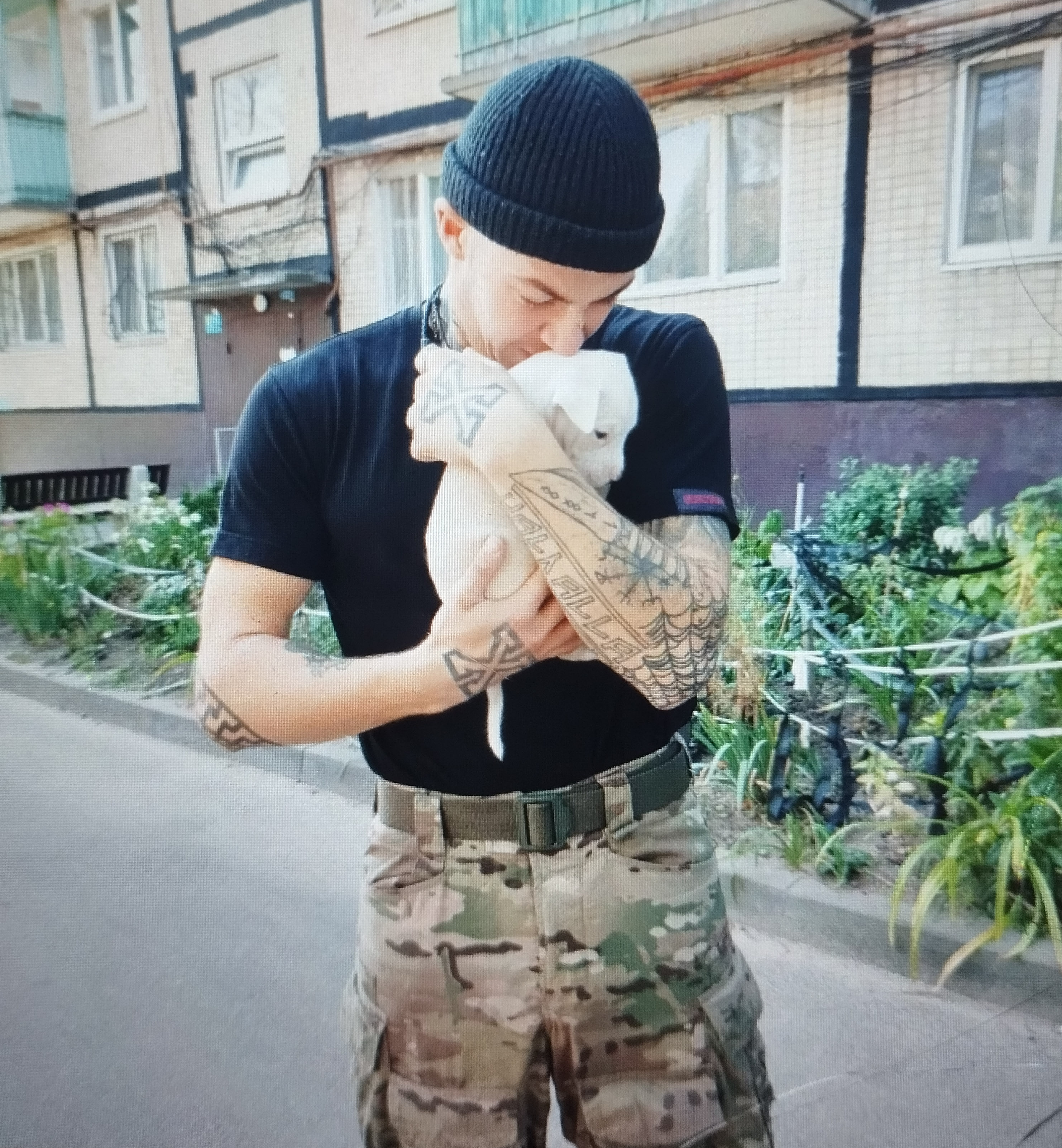
майже вдома

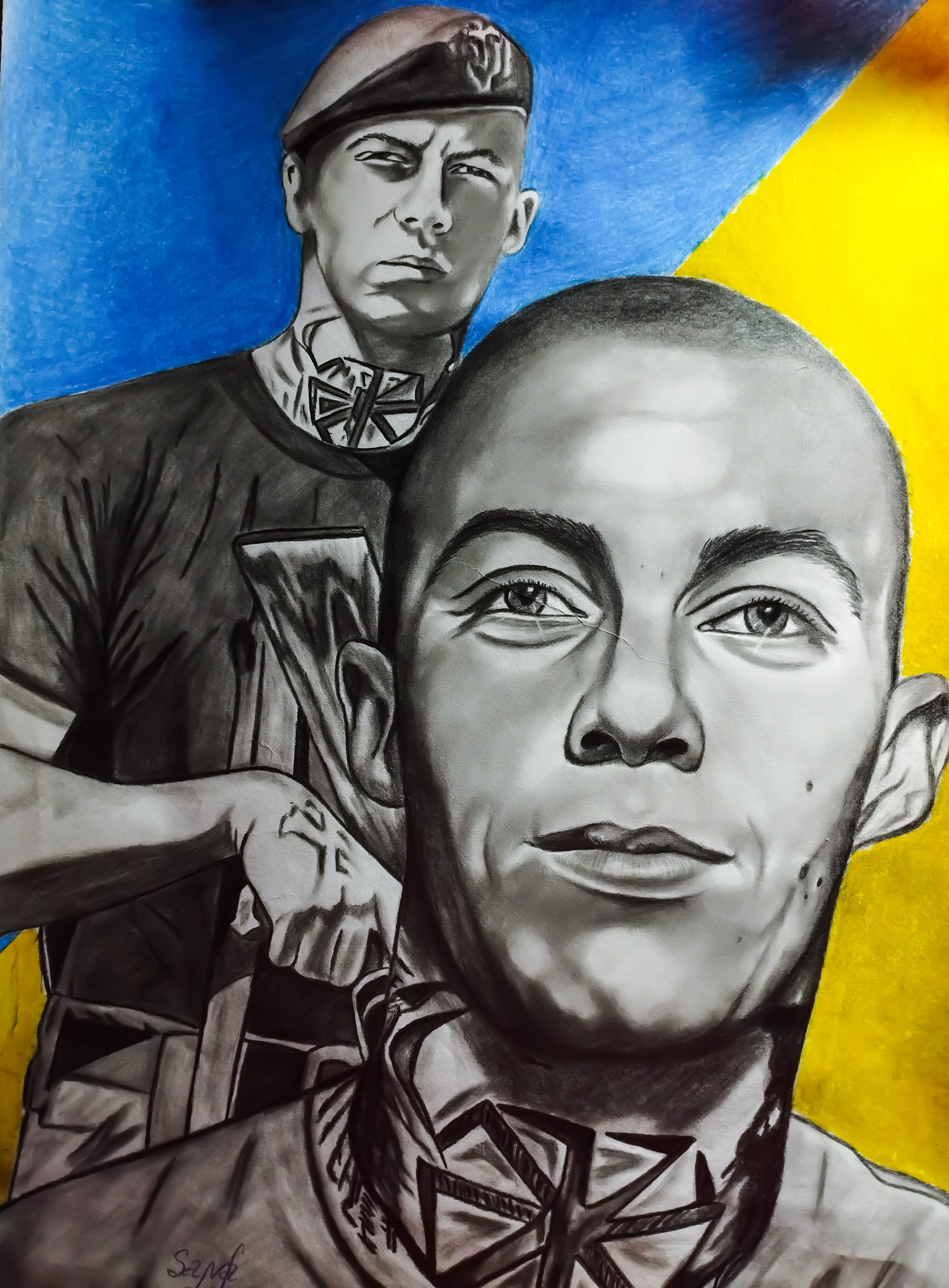

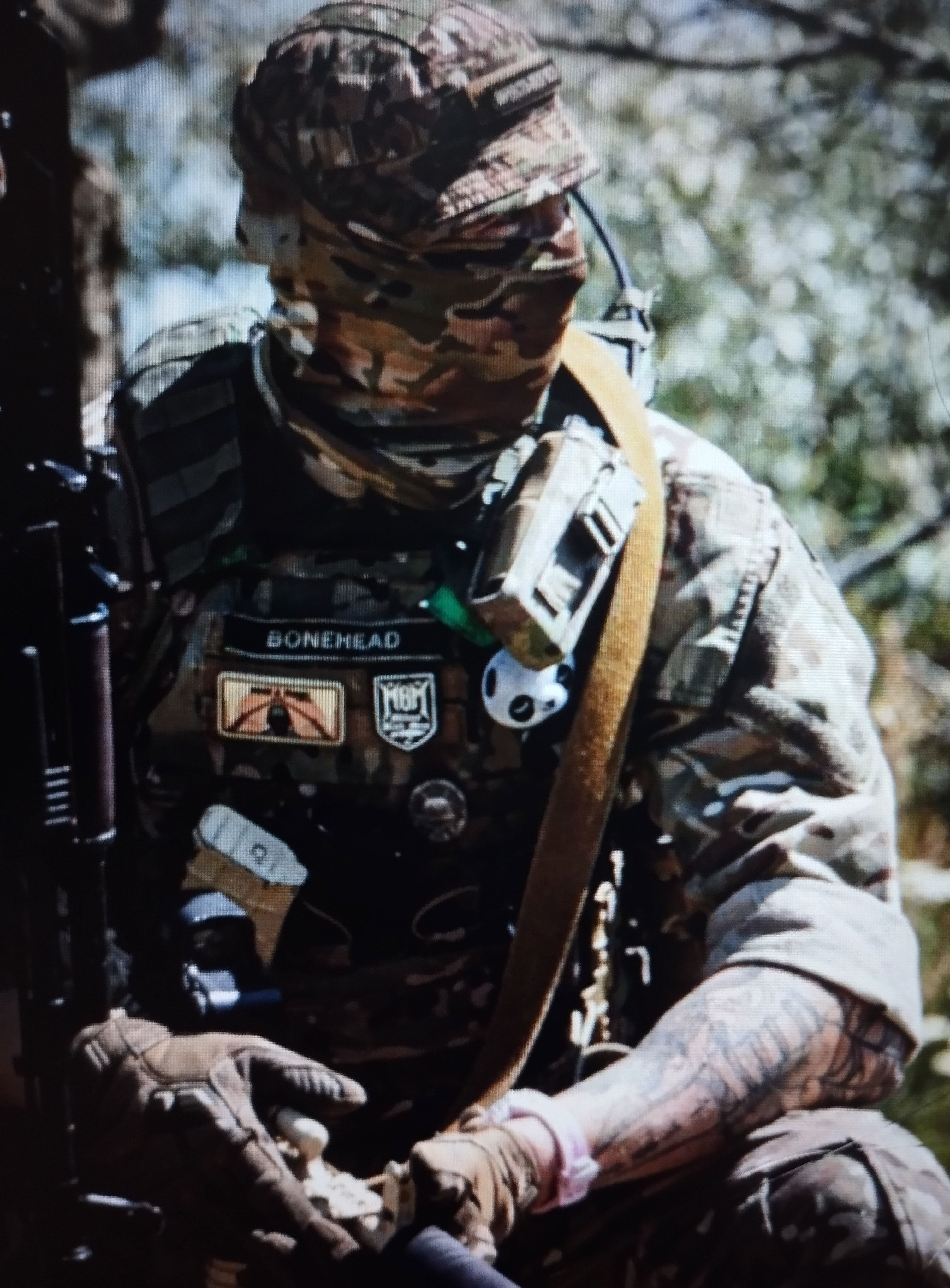
вартовий

Руслан Олександрович Єльцов, «Бон» (3 березня 2001 — 12 вересня 2023) — с. Русин Яр Донецької обл. — український військовослужбовець, учасник російсько-української війни.

## Життєпис

### Дитинство та юність
Єльцов Руслан Олександрович («Бон»)
Руслан народився в селі Русин Яр, Костянтинівського району, Донецької області.
Добре закінчив Миколо-Полтавську школу (9 класів) та вже після закінчив Костянтинівський індустріальний технікум на механіка, де за зразкове навчання отримав у нагороду поїздку до Франції.
За характером Руслан був яскравою особистістю: харизматичний, справедливий, хоробрий, з почуттям гумору та відданий боротьбі.
З самого дитинства обожнював спорт «workout» та Україну. Працював баристом в «Арома каві»
Коли окупаційні війська захопили регіон, де жив Руслан ще в далекому 2014 році, ще зовсім маленьким, Руслан із своїм батьком повісили над своїм будинком український прапор. Після звільнення родина Руслана допомагала українським військовослужбовцям, які базувалися в їхньому селі. З тих самих пір у Руслана почала формуватися мрія та бажання стати військовослужбовцем. Він у такому юному віці годинами спілкувався із захисниками, мав власну думку, з друзями їздив до Краматорську в стаб пункт переливання крові для військових… Тоді він сказав своїй родині, що якщо окупанти повернуться знову, він стане на захист своєї країни. Так і сталося.
26 червня 2020 року Руслан був призваний на військову службу за контрактом 2-м відділом Краматорського РТЦК. Пройшов школу морського піхотинця з відзнакою.
У 18 років Руслан підписує контракт з 503 ОБПМП. Єльцов завжди вдосконалював професійно-військові навички, був одним з найкращих.

### Служба
У 19 років Руслан був уже на фронті. Обороняв Київщині, Одесу, Харківщину. Після того, як його бригада була розбита, він направився на навчання до Великої Британії. Саме там Руслан отримав звання старшого сержанта роти. Далі служив у 38 ОБрМП.
Найгарячіші точки бойових зіткнень: Красногоріака, Авдіївка, Верхньоторецьке, Мар'їнка, Євгенівка, Зачатовка, Вугледар, Новомихайлівка, Піски, Новодонецьке, Велика Новосілка.
Руслан взяв у полон не одного окупанта. Російськи війська довго полювали на Руслана, вони його боялися, називали Хорватським найманцем. Після його загибелі у себе в пабліках писали: «Уничтожен, наконец отправился к Бандере»
Маючи татуювання з українською символікою, його мати завжди переживала, що у разі полону сину буде непереливки, але Руслан завжди запевняв маму, що до полону не потрапить …
Руслан загинув під час бою, 12 вересня 2023 року, у с. Новодонецьке Донецької області. Руслана кремували, як він заповідав і поховали на рідному Донбасі. Оскільки рідне село Руслана було постійно під обстрілами, а наразі стерте з лиця української землі, батьки перепоховали сина у Дніпрі на Краснопільскому кладовищі. На пам'ятнику Руслана його фото з татуюванням «коловрат».

### Вшанування
Оксана Шабас створила артпроєкт вшанування Героїв «Наші пам'яті Артема Тимченка», куди входять портрет Руслана. Є вірші про Руслана, які входять у збірку віршів проєкту «Поезія народжена війною»  Також є електронна база біографії Руслана арт-проєкту «Наші пам'яті Артема Тимченка»
«Іноді дізнаєшся про людину, коли її фізично вже немає з нами! Це дуже боляче. Руслан це саме те судження, коли кажуть: „Війна забирає найкращих!“. Саме тому, я щаслива від того, що вже знаю цього Героя, хоча його і забрала війна. Це велика гордість бути частиною збереження пам'яті про таку ЛЮДИНУ! Раджу всім прийняти в цьому участь. Цей хлопець відкриє Вам нові горизонти, покаже Вам справжній, патріотичний Схід України, навчить Вас кайфувати від процесу боротьби!» — зізнається авторка проєкту Оксана Шабас.
Руслан був людиною з надзвичайно позитивним характером. Навіть у найважчі часи він умів знаходити привід для усмішки. З почуттям гумору та відвагою він пофарбував трофейний автомат у рожевий колір і прикрасив його стікером Hello Kitty. Саме з таким озброєнням він неодноразово вирушав на важливі й небезпечні бойові завдання. На знак пам'яті про Руслана, побратими пофарбували авто, яке дісталося їм від нього, у рожевий колір і наклеїли ті самі стікери.

## Нагороди
- медаль «Патріоту Незалежної України» (25.08.21 р.);
- відзнака командира військової частини А1275;
- «Пам'ятний нагрудний знак 503 ОБМП»;
- медаль «За взірець у військовій службі» 1ступеня (підписаний Залужним, 01.04.22р.);
- медаль «За взірець у військовій службі» 3 ступеня (підписаний Залужним, 16.05.22р.);
- медаль «За взірець у військовій службі» 1ступеня (підписаний Залужним, 25.07.22р.);
- нагрудний знак «За зразкову службу» (Резніков, 01.05.23 р.);
- відзнака Президента України «За оборону України» (05.08.22р.);
- орден «За мужність III ступеня» (30.12.23р. (посмертно)